# Ceropegia rudatisii
Ceropegia rudatisii är en oleanderväxtart som beskrevs av Rudolf Schlechter. Ceropegia rudatisii ingår i släktet Ceropegia och familjen oleanderväxter. Inga underarter finns listade i Catalogue of Life.